# Шале, Виктория
Виктория Шале (англ. Victoria Shalet; род. 9 декабря 1981) — английская актриса, впоследствии ставшая психологом-консультантом. Более всего известна по роли Хармони в сериале CBBC по книге Дика Кинг-Смита «Нос королевы».

## Роли в кино и сериалах
Виктория дебютировала в кино в 1989 году, сыграв в возрасте 6 лет в телесериале BBC «Сценарий», в 1 эпизоде 4 сезона «Признания ребёнка» (Testimony of a Child) в роли Рози.
В том же 1989 году она снялась в роли Анны в сериале «Ball Trap on the Cote Sauvage» по сценарию Эндрю Дэвиса.
Затем она снималась в различных телесериалах, фильмах, в частности, Goggle Eyes (1993) и в первых трёх сериях сериала «Нос королевы» (1995) в роли Хармони. Затем она снималась в сериалах «Порок» (1999) и «Поиск» (2002). Она также снималась в сериалах «Джонатан Крик», «Убийства в Мидсомере» и «Чисто английское убийство».
Шале снялась в таких картинах как «Свет во тьме» (1992), «Дом призраков» (1995), «История с ожерельем» (2001).
В ноябре 2007 года Виктория снялась в эпизоде сериала BBC «Врачи» (Doctors) в роли Бет Затем она снова появилась в сериале в июне 2009 года в роли полицейского констебля Вики Хилтон (в этой роли она также появилась в сериале в январе 2010 года и феврале 2011 года).
В апреле 2008 года Виктория сыграла главную роль в пятничном сериале BBC Radio 4 «ТВ сегодняшнего дня» (How Now TV), который снял Пол Уотсон.

## Роли в театре
В театре Виктория играла в постановке режиссёра Филиппа Ридли «Сердце сказки» (Fairytaleheart) в театре Hampstead Theatre (февраль и март 1998 года), в пьесе «Моя мать говорила, что я не должна» (My Mother Said I Never Should) в Salisbury Playhouse (октябрь и ноябрь 2005 года), а также в постановке Дэна Муирдена «То, что делают правильные мужчины» (The Things Good Men Do) в театре Old Red Lion (март и апрель in March and April 2007).

## Озвучивание компьютерных игр, телесериалов, рекламы
Виктория озвучивала принцессу Медею в компьютерной игре Dragon Quest VIII: Journey of the Cursed King (2005), а также Фермера Фи и Роры в телевизионном шоу «Трактор Том» (Tractor Tom).
Виктория также часто озвучивает телевизионные и радиоролики. Она сотрудничала с такими брендами как Alliance & Leicester, Compeed, Acuvue, Specsavers, Herbal Essences и Garnier.

## Терапия
Окончив карьеру актрисы Виктория получила образование гуманистического психолога и стала работать психотерапевтом в Лондоне.
Она говорит, что «перед обучением на психолога, я провела 23 года, работая в кино, телевидении, в театре и на радио. Эта карьера, состоящая из наблюдений за людскими переживаниями, подогрела во мне интерес к людям и тому, как работает сознание человека. Мне стало интересно почему мы совершаем те или иные поступки, то как наш внутренний мир проявляет себя в поведении и в том месте, которое мы занимаем в мире».

## Личная жизнь
Шале — троюродная сестра актрисы Кейси Барнфилд.